# 毕志强
毕志强（1953年8月—），男，汉族，山东桓台人，中华人民共和国政治人物，曾任中共海南省委政法委副书记，海南省人大常委会副主任。